# 山岸巳代藏
山岸巳代藏（日语：／；1901年8月12日—1961年5月4日）是日本昭和时代的农业家，幸福会山岸会的创始人。

## 生平
山岸巳代藏出生于滋贺县蒲生郡老苏村东老苏（今属近江八幡市），自1922年起开始以养鸡为主的农业经营。1950年，强台风“珍妮台风”袭击日本时，他的稻田安然无恙，这一事实受到关注，他因此开始进行讲演活动。
1952年，他创立山岸会，即幸福会山岸会的前身。1954年，他在名古屋的中禽社出版《山岸式养鸡法・农业养鸡篇（前篇）》。1958年3月，在三重县阿山郡伊贺町（今伊贺市）建立了“山岸主义生活实践场春日山实验地”。然而在1959年7月，山岸会因涉嫌非法监禁被警方强制搜查，会中9名干部被逮捕，山岸巳代藏也被发出逮捕令。1960年4月，山岸巳代藏发表声明并主动前往三重县警上野警察署接受调查，最终于同年10月获不起诉处分。
1961年5月3日，他在参加一次研修会期间感到头痛，次日因蛛网膜下腔出血去世。山岸巳代藏去世后，幸福会山岸会代表由杉本利治继任。

## 著作
山岸巳代藏在著作《世界革命实践之书》中提出“人种改良”和“恶性遗传会给后代带来不幸”的观点。对此，记者米本和广批评称，该书的内容“宛如执着于优生思想的国家社会主义科学家所写，是一种全盘否定残障者的思想”。

## 山岸主义
山岸主义是日本的一种空想社会主义思潮，由山岸巳代藏创立。山岸巳代藏在养鸡场工作多年，逐渐探索出“自然统一养鸡”的方法，即在人类引导下，根据鸡的习性调和自然与人为因素，既不一味强制也不放任自流。在此基础上，山岸巳代藏进一步提出“无所有统一社会”的理想，即通过调和自然与人为因素来构建最终的理想社会。他相信只要持续实验并扩大影响，这一理想社会便可以实现。1953年3月，山岸巳代藏建立“山岸会”，此后每年多次举办讲习班，由他亲自授课。他将农村聚会与佛教的“禅”结合，要求信徒通过集体静思，重新审视“人生的起点”。他提出“抛弃私欲，共同繁荣”的口号，号召人们通过静思达到顿悟，从世俗社会的“丑小鸭”变为理想社会的“大天鹅”，即成为“真正自由、真正幸福的人”。1959年4月，山岸会创建第一个“山岸主义社会实践地”，把一些农民捐赠归公的财产聚集起来，用来购买土地，建立共同体性质的春日农场。此后，山岸会在日本全国范围内陆续建立30多个类似的实验示范农场，并将这些“实践地”称为“不要钱的和睦快乐村”。1961年山岸巳代藏去世后，山岸会继续传播其理念。现在的山岸主义者认为，当代日本精神上的贫乏无法通过物质丰富或制度改革来解决，必须对社会的政治、经济、法律、道德、人伦、肉体、精神、教育、宗教等各方面进行快速变革，才能建立一个物质丰裕、健康和谐、充满亲情、安定舒适的社会。山岸主义追求世外桃源般的“净土”，因此具有空想社会主义的特质。